# Matephane Nkopa
Matephane Nkopa (4 de diciembre de 1974) es un deportista lesotense que compitió en taekwondo. Ganó una medalla de bronce en el Campeonato Africano de Taekwondo de 1998 en la categoría de –54 kg.

## Palmarés internacional
| Campeonato Africano | Campeonato Africano | Campeonato Africano | Campeonato Africano |
| Año                 | Lugar               | Medalla             | Categoría           |
| ------------------- | ------------------- | ------------------- | ------------------- |
| 1998                | Nairobi (Kenia)     | Medalla de bronce   | –54 kg              |